# "GREEN" A TRIBUTE TO YUTAKA OZAKI
『"GREEN" A TRIBUTE TO YUTAKA OZAKI』（グリーン ア・トリビュート・トゥ・ユタカ・オザキ）は、日本のシンガーソングライターである尾崎豊のトリビュート・アルバム。
2004年3月24日にSME Recordsから『"BLUE" A TRIBUTE TO YUTAKA OZAKI』と同時に発売された。当初、コピーコントロールを目的としたレーベルゲートCD2として出荷されていた。しかし、レーベルゲートCD2が廃止されたことに伴い、2005年7月27日に通常のCDであるCD-DAとして再発が開始された。

## 解説
尾崎の十三回忌に合わせて、"BLUE"盤と"GREEN"盤の2枚が同時に発売されている。今作はインディーズやアマチュアミュージシャンを中心に構成されている。
オリコンチャートでは最高位7位、売上枚数は7.5万枚となった。

## 収録曲
| 全作詞・作曲: 尾崎豊。 |                                                   |           |            |                    |                    |      |
| #                      | タイトル                                          | 作詞      | 作曲・編曲 | 編曲               | アーティスト       | 時間 |
| 1.                     | 「禁猟区」(DON'T TOUCH THIS)                      | 尾崎豊    | 尾崎豊     | 坂上庸介           | 坂上庸介           | 5:04 |
| 2.                     | 「FIRE」                                          | 尾崎豊    | 尾崎豊     | CasualSnatch       | CasualSnatch       | 4:55 |
| 3.                     | 「FREEZE MOON」                                   | 尾崎豊    | 尾崎豊     | 須藤晃             | MAKOTO             | 6:10 |
| 4.                     | 「ドーナツ・ショップ」(DONUTS SHOP)               | 尾崎豊    | 尾崎豊     | 須藤晃             | カン・ダヒョン     | 5:19 |
| 5.                     | 「Scrambling Rock'n'Roll」(SCAMBLING ROCK'N'ROLL) | 尾崎豊    | 尾崎豊     | OUTLAW             | OUTLAW             | 4:07 |
| 6.                     | 「群衆の中の猫」(CAT IN THE CROWD)                | 尾崎豊    | 尾崎豊     | Tomi Yo            | レイラーニ         | 4:45 |
| 7.                     | 「シェリー」(SHELLY)                              | 尾崎豊    | 尾崎豊     | FASTS              | FASTS              | 5:14 |
| 8.                     | 「音のない部屋」(QUIET ROOM)                      | 尾崎豊    | 尾崎豊     | ネルソン・グレート | ネルソン・グレート | 4:52 |
| 9.                     | 「ふたつの心」(TWO HEARTS)                        | 尾崎豊    | 尾崎豊     | 岩戸崇             | 清木場俊介         | 4:28 |
| 10.                    | 「失くした1/2」(ALTERNATIVE)                      | 尾崎豊    | 尾崎豊     | Young SS           | Young SS           | 4:41 |
| 11.                    | 「米軍キャンプ」(BASE CAMP)                       | 尾崎豊    | 尾崎豊     | MASA               | 熊谷和徳           | 4:51 |
| 12.                    | 「卒業」(GRADUATION)                              | 尾崎豊    | 尾崎豊     | 須藤晃             | 高田梢枝           | 6:35 |
| 合計時間:              | 合計時間:                                         | 合計時間: | 合計時間:  | 61:21              |                    |      |

## スタッフ・クレジット

### 参加ミュージシャン
| 1. 「禁猟区」 - 坂上庸介 - ボーカル、ギター - 雅也 - ギター - 酒井勇也 (from PICK 2 HAND) - ベース - イズミカワソラ - オルガン、ピアノ - 江部和幸 - ヴァイオリン - まえにぃ - ドラムス 2. 「FIRE」 - 白山恭子 - ボーカル - Tomi Yo - サウンド 3. 「FREEZE MOON」 - MAKOTO - ボーカル - 大久保敦夫 - ドラムス - 石川俊介' - ベース - 真崎修 - ギター - A.S. - ギター - BAND & 斉藤竜太 - コーラス 4. 「ドーナツ・ショップ」 - 原治武 - ドラムス - 長谷川剛介 - ベース - A.S. - その他 5. 「Scrambling Rock'n'Roll」 - 山口進 - ボーカル、ベース - 石川竜司 - ギター - 藤原幸広 - ドラムス 6. 「群衆の中の猫」 - レイラーニ - ピアノ、ボーカル - 原治武 - ドラムス - 長谷川剛介 - ベース - Tomi Yo - ローズ・ピアノ | 1. 「シェリー」 - FU-MING - ボーカル - BANCHO - ギター - COW-ZY - ベース - RAOW - ドラムス 2. 「音のない部屋」 - 高島匡未 - ボーカル、ピアノ - 池田英史 - ベース、コーラス - りん - パーカッション、ドラムス、コーラス 3. 「ふたつの心」 - 清木場俊介 - ボーカル - 丹波博幸 - ギター - 岩戸崇 - キーボード 4. 「失くした1/2」 - 佐藤健 - ボーカル、アコースティック・ギター、エレクトリック・ギター - 末吉正宏 - ベース、コーラス - 森井隆行 - エレクトリック・ギター - 井上隆史 - ドラムス 5. 「米軍キャンプ」 - 熊谷和徳 - タップ、ボイス - Masa - ギター 6. 「卒業」 - 原治武 - ドラムス - 長谷川剛介 - ベース - A.S. - その他 |

### レコーディング・スタッフ
- 近藤圭司 (MIXERS'S LAB) - レコーディング・エンジニア（1曲目）、ミックス・エンジニア（1曲目）
- Tomi Yo - ミックス・エンジニア（2曲目）、プロデューサー（6曲目）、ミックス・エンジニア（6曲目）
- CasualSnatch - プロデューサー（2曲目）
- 須藤晃 - プロデューサー（3,4,12曲目）
- 片岡恭久 - レコーディング・エンジニア（3曲目）、ミックス・エンジニア（3曲目）
- おおたけえりか - アシスタント・エンジニア（3,4,7,12曲目）
- 斉藤慶明 - レコーディング・エンジニア（4,6,8曲目）、ミックス・エンジニア（4,8曲目）
- 大島尚子 (LIBERO PROJECT) - アーティスト・マネージメント（5曲目）
- 中村昌則 - ディレクター（5曲目）
- 岸田"P"充善 - ディレクター（5曲目）
- 関朋充 - アシスタント・エンジニア（6,8,11曲目）
- Police - レコーディング・エンジニア（7,12曲目）、ミックス・エンジニア（7,12曲目）
- 甲野善一郎 - 写真撮影（8曲目）
- MAITRY - アーティスト・マネージメント（8曲目）
- 加藤英一 - レコーディング・エンジニア（10曲目）、ミックス・エンジニア（10曲目）
- MASA - ベーシック・トラック・レコーディング（11曲目）
- Police Saitoh - ミックス・エンジニア（11曲目）

### 制作スタッフ
- 須藤晃（カリントファクトリー） - プロデューサー
- Tomi Yo - コ・プロデューサー

- トム・コイン（英語版） (Sterling Sound, NY) - マスタリング・エンジニア

- 田島照久 (Thesedays Inc.) - アート・ディレクション、写真撮影、デザイン

- 永田恵介 (SME Records Inc.) - メディア・プロデューサー
- 堀尾昌周 (SME Records Inc.) - A&R
- 斉藤剛 (SMD) - セールス・プロモーション
- 林慶太郎 (SMD) - セールス・プロモーション

- 瀬尾勝 (SME Records Inc.) - ゼネラルプロデューサー
- 佐藤康広 (SME Records Inc.) - エグゼクティブ・プロデューサー